# Härkösaari (ö i Norra Karelen, Joensuu, lat 62,47, long 30,82)
Härkösaari är en ö i Finland. Den ligger i sjön Eimisjärvi och Lauttalammit och i kommunen Joensuu i den ekonomiska regionen  Joensuu ekonomiska region  och landskapet Norra Karelen, i den sydöstra delen av landet, 400 km nordost om huvudstaden Helsingfors. Öns area är 0,6 hektar och dess största längd är 200 meter i sydöst-nordvästlig riktning.